# Aeronaves del Perú
Aeronaves del Perú fue una aerolínea del Perú, creada en 1965 y que tenía su base en el Aeropuerto Internacional Jorge Chávez. Comenzó con pequeños vuelos cargueros al interior del país, luego en 1985, al hacerse accionista de Faucett Perú, comenzó sus rutas al extranjero. Finalmente, fue víctima de la crisis económica y quebró en 1996. 

## Antiguos destinos
| Países         | Destinos                | Aeropuertos                                                    |
| -------------- | ----------------------- | -------------------------------------------------------------- |
| Alemania       | Fráncfort del Meno      | Aeropuerto de Fráncfort del Meno                               |
| Alemania       | Hamburgo                | Aeropuerto de Hamburgo                                         |
| Alemania       | Múnich                  | Aeropuerto Internacional de Múnich-Franz Josef Strauss         |
| Bolivia        | Santa Cruz de la Sierra | Aeropuerto Internacional Viru Viru                             |
| Brasil         | São Paulo               | Aeropuerto de Congonhas (1965-1985)                            |
| Brasil         | São Paulo               | Aeropuerto Internacional de São Paulo-Guarulhos (1985-1996)    |
| Chile          | Santiago de Chile       | Aeropuerto Internacional Arturo Merino Benítez                 |
| Colombia       | Bogotá                  | Aeropuerto Internacional El Dorado                             |
| Estados Unidos | Miami                   | Aeropuerto Internacional de Miami                              |
| Francia        | París                   | Aeropuerto de París-Orly                                       |
| Panamá         | Ciudad de Panamá        | Aeropuerto Internacional de Tocumen                            |
| Perú           | Iquitos                 | Aeropuerto Internacional Coronel FAP Francisco Secada Vignetta |
| Perú           | Lima                    | Aeropuerto Internacional Jorge Chávez                          |
| Perú           | Tarapoto                | Aeropuerto Cadete FAP Guillermo del Castillo Paredes           |
| España         | Madrid                  | Aeropuerto Adolfo Suárez Madrid-Barajas                        |

## Flota histórica
| Aeronaves              | Total | Introducido | Retirado | Matrículas |
| ---------------------- | ----- | ----------- | -------- | --- |
| Boeing 707             | 2     | 1990        | 1995     | OB-1401 y OB-1400 |
| Canadair CL-44         | 2     | 1975        | 1982     | OB-R-1104 y OB-R-1005 |
| Douglas DC-6           | 3     | 1967        | 1969     | OB-R-830, OB-R-831 y OB-R-832                                                                                                |
| Douglas DC-7           | 2     | c. 1970     | 1977     | N7344 y OB-R-936 |
| Douglas DC-8           | 11    | 1978        | 1996     | N715UA, OB-R-1223, OB-R1205, OB-R-1143, OB-R-1214, YV-131C, OB-1244, OB-R-1300 (rrg. OB-1300), OB-R-1200, OB-R1222 y OB-1407 |
| Learjet 25             | 1     | c. 1985     | c. 1985  | OB-R-1313 y OB1313 |
| Lockheed L-188 Electra | 1     | 1977        | 1978     | OB-R1138 |